# Église Saint-Vincent-de-Paul de New York
Pour les articles homonymes, voir Église Saint-Vincent-de-Paul.
L’église Saint-Vincent-de-Paul de New York, aux États-Unis, est une église catholique située 123 West 23e rue, dans le quartier de Chelsea, dépendante de l’archidiocèse de New York. Elle était connue à l’origine comme l’église des Français ou sous le nom de Saint-Vincent-de-Paul-des-Français et fut un « point de ralliement » des francophones de la ville.
Fondée en 1841, l'église actuelle est inaugurée en 1869. Elle est la seule paroisse nationale (en) française aux États-Unis. Elle ferme en 2013.

## Les protestants français de New York avant la fondation de la paroisse
Les premiers Français à organiser leur pratique religieuse à la Nouvelle Amsterdam (devenue New York en 1664) étaient de confession  huguenote.
En 1628, à Pâques, fut fondée la première église française de la ville, l’église protestante française du Saint-Esprit  où huguenots français et protestants wallons pouvaient assister à l'office dans leur langue. En novembre 1802, cette communauté a rejoint la confession épiscopalienne.

## Histoire
La paroisse catholique doit sa création à Monseigneur de Forbin-Janson (1785-1844), évêque de Nancy et de Toul. Dès 1814, celui-ci, participa  avec Jean-Baptiste Rauzan (1757-1847), à la fondation de la Compagnie des Missionnaires de France dont l'objectif était de ré-évangéliser la France post-révolutionnaire. Pendant la monarchie de Juillet, la compagnie fut dissoute. Rauzan, exilé à Rome, réforma la congrégation qui devint la Congregatio Presbyterorum a Misericordia ou congrégation des pères de la Miséricorde.
Du fait de son exil, Forbin-Janson renoua avec l’œuvre missionnaire à laquelle il participait avant d’accéder à l’épiscopat. Le pape lui confia alors la tâche de se rendre aux États-Unis auprès de ses compatriotes. Il arriva à New York en 1830, accompagné de deux pères de la Miséricorde dont le travail devait se concentrer sur les descendants des Français de Louisiane et du Canada.
Le 21 février 1841 « In this great city of New York where Catholics of Irish and German birth have hesitated at no sacrifice to secure churches and priests of their own nationality, how is it possible that the French, so famous for the faith of their fathers, should remain indifferent?  In truth how can they hope to maintain their traditions on a foreign soil without the strong ties of religion?  Such a church is desired most strongly by Bishop Hughes, who expects great things for his Diocese from it. »[Quoi ?]
En 1857, le terrain pour la construction d’une nouvelle église est acheté à Chelsea (Manhattan) et Henry Engelbert est choisi pour être l’architecte. La construction de l’église de style néoclassique commence en 1868. En 1910, la paroisse ouvre une filiale, l'église Notre-Dame, qui devient paroissiale en 1919. En 1911, l’église est rénovée dans le goût néoclassique avec un plafond à caissons voûté en berceau. L'église à trois nefs séparées par des colonnes grecques aux chapiteaux corinthiens se termine par une abside en hémicycle recouverte de fresques ; elle est surmontée d'une coupole décorée de fresques sur la vie de saint Vincent de Paul et des scènes du Nouveau Testament. En 1939, une nouvelle façade de style néoclassique en calcaire avec quatre pilastres corinthiens est construite contre l’ancienne par l’architecte Anthony J. de Pace.
Après la Première Guerre mondiale, un monument aux morts est installé à l'intérieur de l'église, notamment en mémoire des membres de l'escadron Lafayette et d'autres Américains morts en ayant combattu pour la France.
Le 6 juin 1944, plus d'un millier d'exilés français et de militaires français, ainsi que des New-yorkais,  assistent à la messe de midi de Saint-Vincent-de-Paul pour prier pour la libération de la France, alors que les troupes alliées s'apprêtent au débarquement. Une cérémonie identique se tient à la chapelle Notre-Dame de la cathédrale Saint-Patrick. L'église est consacrée après la guerre. Le général de Gaulle assiste à la cérémonie.
En 1960, les Pères de la Miséricorde quittent leur église qui est confiée directement à l'archidiocèse de New York. La pratique des fidèles s'effondre dans les années 1970 avec les changements post-conciliaires et le bouleversement des mœurs. Au tournant des XXe et XXIe siècles, une messe hebdomadaire est encore célébrée en français ; la plupart des fidèles sont désormais originaires des pays francophones d'Afrique occidentale ou des Antilles.

## Mariage notable
- Édith Piaf (1915-1963) et Jacques Pills (1906-1970) se sont mariés le 20 septembre 1952 en l'église Saint-Vincent-de-Paul[3].

## Fermeture

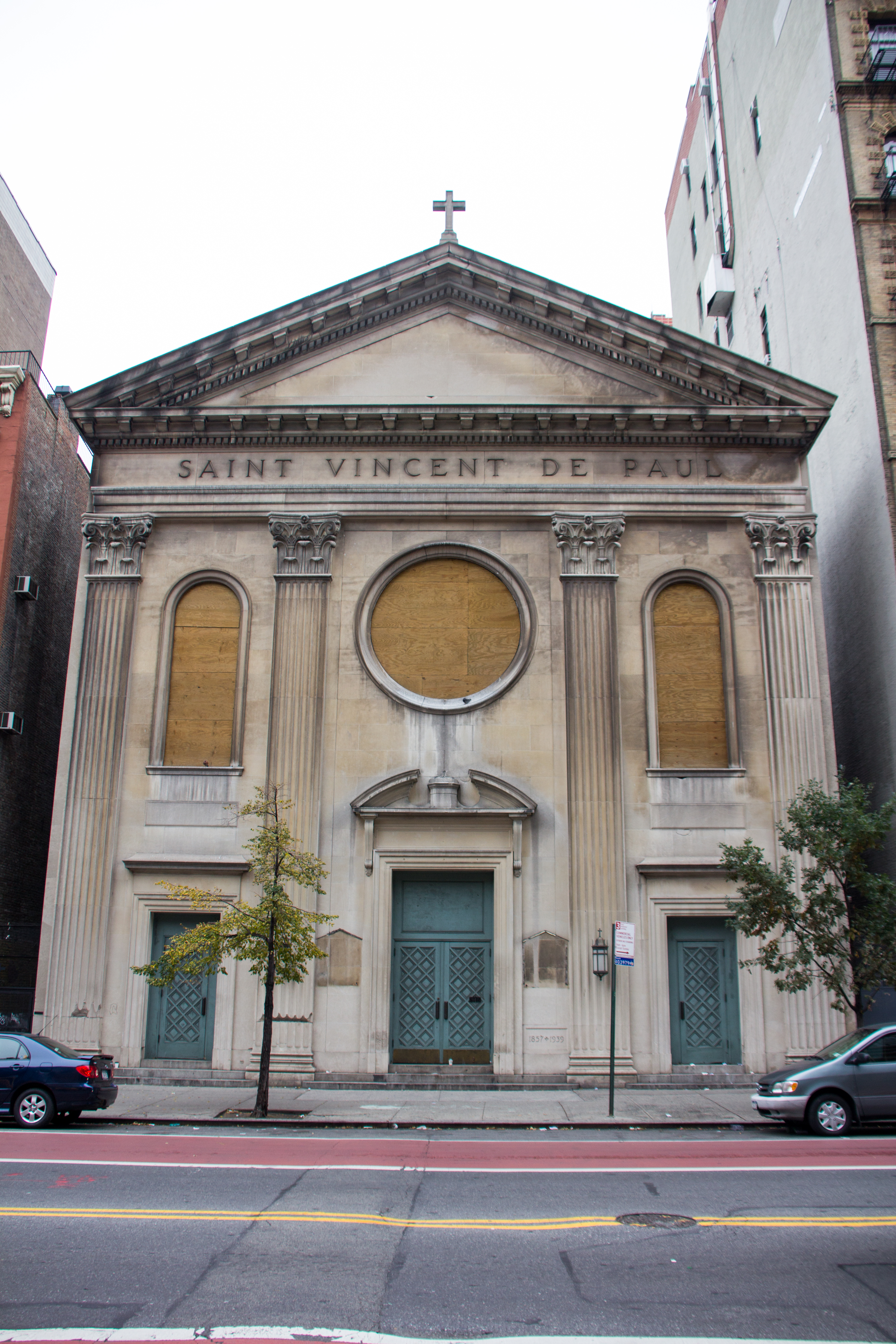
Vue de l'église murée en 2017.

En 2006, des paroissiens et des personnes soucieuses de la préservation de l'église commencent à préparer un dossier pour inscrire l'édifice au statut de monument protégé et de le sauver de la démolition. Le groupe se forme en association intitulée « Save St. Vincent de Paul ». Elle reçoit le soutien du président Nicolas Sarkozy qui écrit directement au cardinal Dolan, archevêque de New York, et à Michael Bloomberg, maire de New York, pour exprimer l'intérêt du gouvernement français à la préservation de cette église, précisant à ce dernier que cette église est « un élément important de l'identité française et de la présence francophone au cœur de Manhattan ». Richard Gottfried, député démocrate de l'Assemblée de l'État de New York, appuie cette demande auprès de la commission de la préservation des monuments. Mais en 2012 la New York City Landmarks Preservation Commission rejette la demande, précisant que la façade néoclassique a peu d'intérêt et que l'architecte est peu connu,. L'église est donc menacée de fermeture d'autant plus qu'elle fait partie d'une liste de paroisses destinées à être fermées ou fusionnées par le diocèse. Une campagne de récolte de fonds est organisée, mais la somme nécessaire est importante car estimée entre 4 et 8 millions d'euros. En outre, son état se dégrade faute de rénovation en raison du manque de moyens. Les vitraux sont ébréchés, le toit n’est plus étanche et les bas-côtés sont interdits d’accès par précaution.
L'église ferme ses portes le dimanche 6 janvier 2013 après une dernière messe emplie d'émotion. Les issues sont désormais murées.
D'anciens paroissiens tentent de bloquer la décision de l'archevêché en appelant à Rome, mais, en janvier 2016, la Signature apostolique rend sa décision finale déclinant de prendre en considération le recours en appel des paroissiens.
En outre, l'édifice subit des dommages dus à l'attentat islamiste de la 23e rue en septembre 2016 : la rosace centrale est pulvérisée et deux vitraux sont détruits par le souffle de l'explosion.